# Odra (rafinerie)
Odra, průmysl minerálních olejů byla rafinerie v Bohumíně.

## Historie
Továrna byla založena hrabětem Jindřichem Larisch-Mönnichem II. v roce 1887 právě v této lokalitě pro své dobré železniční spojení s ropnými nalezišti v Haliči. S růstem výroby a potřebou efektivní dopravy byly vybudovány dvě vlečkové koleje. V roce 1930 dosahovala délka kolejí v závodě délky 4 kilometrů, na kterých pojížděly 2 vlastní lokomotivy a 200 cisteren . Poslední koleje byly sneseny v roce 2008.
Právě v roce vzniku rafinerie byl stanoven nový celní tarif na dovoz suroviny (ropy), tehdy zvané petrolej. Bylo výhodné dovážet ropu z Baku, protože byla destilovaná již na místě těžby. Aby vyhověla celním předpisům, byl do destilátu (petroleje) přidáván tmavý olej, který bylo možno snadno znovu oddělit destilací.
V počátečních letech byly hlavními produkty petrolej na svícení a parafin. Vybavení rafinerie odpovídalo technické úrovní doby: kotlová destilace ropy, kyselinová rafinace petrolejového destilátu a ohněm vyhřívaný mísicí kotel pro výrobu tzv. kolomazi.
V roce 1893 továrnu zakoupila uherská (maďarská) společnost Mineralöl-Raffinerie A. G., se sídlem Budapest V. Dorottya utca 7, která závod v roce 1904 rozšířila o zařízení pro výrobu parafínu a svíček.
V roce 1912 byl ředitelem Karl Meissner.
O významu rafinerie podává svědectví statistika z let 1913 až 1914, kdy rafinerie vykazovaly výrobu petroleje (metrický cent = 0,1 tuny):
- Pardubice 229 000 q
- Bohumín 160 000 q
- Bratislava 77 000 q
- Přívoz 53 000 q
- Šumperk a Kralupy nad Vltavou 48 000 q
- Kolín 40 000 q

V roce 1920 bylo postaveno zařízení na destilaci za nízkého tlaku.
Rokem 1922 přechází továrna částečně do rukou nové akciové společnosti Odra, Mineralölindustrie A. G. Neu-Oderberg (Odra, průmysl minerálních olejů, a. s. Nový Bohumín). V roce 1923 měla rafinerie kapacitu na zpracování 150 000 tun ropy a byla tak druhou největší rafinerií na území bývalého Československa. Za roky 1922 až 1929 nevyplácela společnost dividendy.
V roce 1931 byl v důsledku fúze veškerý majetek a závazky akciové společnosti Odra, Mineralölindustrie A. G. Neu-Oderberg zpětně převeden na Závody Fanto ( Fantobetriebe A.-G.) Fúze byla provedena ke dni 1. květen 1930.
V roce 1930 měla rafinerie zásobníky na 4 000 vagonů vyrobených produktů:
- benzín letecký
- benzín automobilní
- benzín extrakční
- benzín medicinální
- petrolej ke svícení
- petrolej pro pohon traktorů
- plynový olej
- modrý olej
- strojní olej
- olej pro transformátory
- olej proti prachu
- vysocevizkózní autooleje (válcové oleje), chráněné obchodní značkou „Rotor".

Dále vyráběla parafín, asfalt a petrolejový koks.
Pro maloprodej zřídila rafinerie firmu „Photogen spol. s r.o." , která měla po celé republice čerpací stanice.
V roce 1938 vyráběla rafinerie 4 % spotřeby v Československu.
Po 2. světové válce výroba nepokračovala; budovy byly využívána jako sklady firmy Benzina a později i Ferona. Benzina zde skladovala v podzemních a nadzemních cisternách kapalné finální ropné produkty (automobilové benziny, motorová nafta, topné oleje, průmyslové oleje). V zastřešených skladech byly uskladněny vazelíny a tuky v originálním balení. V areálu skladu byl také shromažďován a upravován upotřebený olej, který byl po odvodnění expedován železničními cisternami k regeneraci do podniku Ostramo Ostrava.

## Rafinerská kolonie

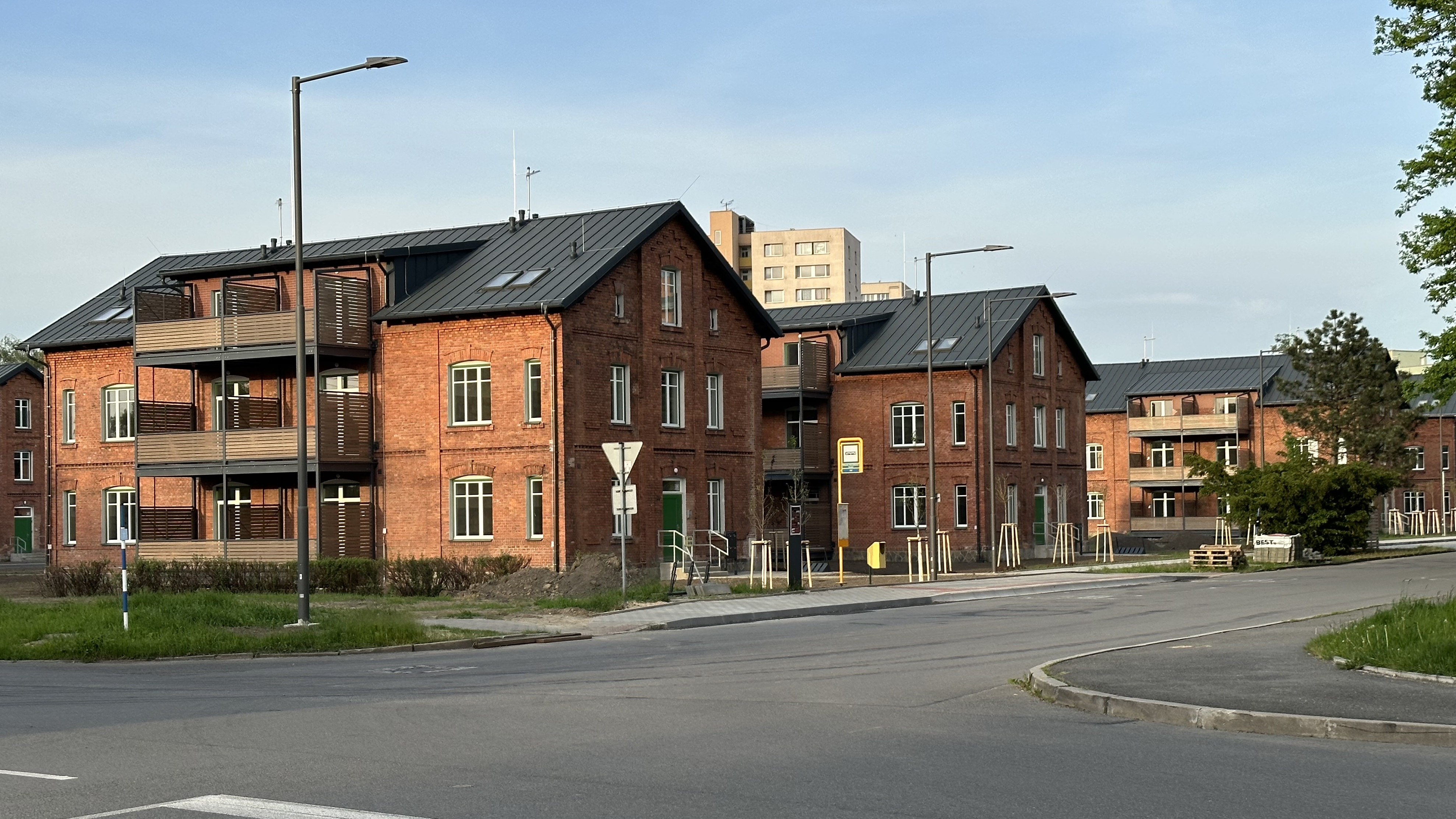
Domy v Červené kolonii

Pro své zaměstnance postavila rafinerie v roce 1908 devět domů (č.p. 375 – 383) se zdivem z neomítnutých cihel. Barva domů dala jméno této kolonii (Červená kolonie) a později i ulici (Červená kolonie). Dům č.p. 377 zničily povodně v roce 1997, a proto byl zbourán. Domy v Červené kolonii byly přestavěny, aby vyhověly požadavkům moderního bydlení, ale zůstal zachován historický ráz.

## Staré ekologické zátěže
V letech 1987 až 1989 byl v areálu bývalé rafinerie proveden podrobný hydrogeologický průzkum prostřednictvím hydrogeologických vrtů. Byl zjištěn rozsah kontaminace podzemní vody ropnými látkami. Následně bylo z vrtů po dobu dvaceti let prováděno čerpání kontaminovaných vod. Využití jednotlivých vrtů a intenzita čerpání se měnila se změnami firem provádějící čerpání. Množství vyčerpaných ropných uhlovodíků rok od roku klesalo, a tak bylo možno přikročit k sanaci hornin.
V roce 2007 byla sanována plocha o rozloze 18 592 m², která byla oddělena od nesanované plochy těsnicí konstrukcí. Základním prvkem těsnění byla ropným látkám odolná a nepropustná folie.
V červnu 2021 byla dokončena stavební část dekontaminace území o rozloze 5,5 hektaru po bývalé rafinérii. Následovat bude několik let trvající monitoring a sanace podzemních vod. Až poté bude území sloužit podnikání.
I když zákon ze dne 23. července 1871, kterým se stanovila nová úprava měr a vah přijal metrickou soustavu, v roce 1930 se udávala rozloha areálu 54 356 čtverečných sáhů. tedy 195 500 m² neboli 19,5 hektarů.